# Merete Mærkedahl
Merete Damgaard Mærkedahl (nascuda el 27 de desembre de 1981 a Nors, Thisted, Dinamarca) és una actriu danesa coneguda pel seu paper d'Otilia a la sèrie de televisió Hotel Voramar (Badehotellet). Es va graduar a l'Escola d'Actuació del Teatre d'Aarhus el 2009 i el 2010 va rebre el premi Reumert Årets Talentpris 2010 (millor talent de l'any).

## Filmografia[4]

### Pel·lícules
| Any  | Títol          | Personatge |
| ---- | -------------- | ---------- |
| 2022 | Fædre og mødre | Lis        |

### Televisió
| Any       | Títol        | Personatge         |
| --------- | ------------ | ------------------ |
| 2014-2023 | Badehotellet | Otilia             |
| 2020      | Sommerdahl   | Alice (episodi 1)  |
| 2020      | Rør ved mig  | Agent immobiliària |
| 2020      | Far          | Sanne              |

## Teatre
| Any  | Títol                      | Personatge       | Direcció                          | Lloc              |
| ---- | -------------------------- | ---------------- | --------------------------------- | ----------------- |
| 2009 | Spring Awekening           | Wendla           | Elisabeth Linton                  | Aalborg Teater    |
| 2009 | Syg ungdom                 | Lucy             | Elisa Kragerup                    | Aalborg Teater    |
| 2010 | Håndværkerne               | Karola           | Thomas Bendixen                   | Aalborg Teater    |
| 2010 | Guys and Dolls             | Sarah Brown      | Mikala Bjarnov                    | Aalborg Teater    |
| 2010 | Dansk design               |                  | Clemens Bechtel                   | Aalborg Teater    |
| 2010 | Troldmanden fra Oz         | Dorothy          | Vibeke Wrede                      | Aalborg Teater    |
| 2011 | Hellig trekongers aften    | Viola            | Runa Hodne                        | Aalborg Teater    |
| 2011 | Evig ung                   | Merete Mærkedahl | Heinrich Christensen              | Aalborg Teater    |
| 2011 | Bavian                     | Grosella         | Mina Johanneson                   | Aalborg Teater    |
| 2012 | Jeg er jo lige her         | Viola            | Runa Hodne                        | Aalborg Teater    |
| 2012 | Inden jeg fylder 67        | Nathalie         | Thomas Müller                     | Aalborg Teater    |
| 2012 | Glasur                     | Rapperpigen      | Kasper Sejersen                   | Aalborg Teater    |
| 2013 | Kirsebærhaven              | Dunjasha         | Alexa Ther                        | Aalborg Teater    |
| 2013 | En kort en lang            | Anne             | Niclas Bendixen                   | Aalborg Teater    |
| 2013 | Snedronningen              | Gerda            | Kim Bjarke                        | Aalborg Teater    |
| 2014 | Cabaret                    | Gretchen         | Rolf Heim                         | Aalborg Teater    |
| 2014 | Alice i eventyrland        | Alice            | Heinrich Christensen              | Aalborg Teater    |
| 2015 | Ein bisschen freiden       |                  | Mina Johannesen                   | Aalborg Teater    |
| 2015 | En kort en lang            | Anne             | Niclas Bendixen                   | Nørrebro Teater   |
| 2015 | Vi elsker og ved ingenting | Hannah           | Lydia Bunk                        | Aalborg Teater    |
| 2016 | Sommer i Tyrol             | Lenerl           | Rolf Heim                         | Aalborg Teater    |
| 2017 | Gummi T.                   | Lotte            | Mina Johannesen                   | Aalborg Teater    |
| 2017 | Hair                       | Chrissy          | Victor Kramer                     | Aalborg Teater    |
| 2017 | Slagballe Banke            | Emillja          | Hans Rønne                        | Godsbanen Århus   |
| 2018 | Hjørring Revyen            |                  | Tom Jensen                        | Vendsyssel Teater |
| 2018 | West Side Story            | Anita            | Rune David Grue                   | Aalborg Teater    |
| 2019 | Hokus pokus                |                  | Anders Lundorph                   | Teatre reial      |
| 2019 | Esbjerg Revyen             |                  | Esbjerg Revyen                    | Esbjerg Musikhus  |
| 2020 | Stormene                   | Lene             | Anders Lundorph                   | Vendsyssel Teater |
| 2021 | Cirkusrevyen               |                  | Lisbet Dahl                       | Dyrehavsbakken    |
| 2022 | Cirkusrevyen               |                  | Lisbet Dahl/Joy-Maria Frederiksen | Dyrehavsbakken    |
| 2023 | Cirkusrevyen               |                  | Joy-Maria Frederiksen             | Dyrehavsbakken    |